# Casa Provincial de Maternitat i Expòsits de Barcelona
La Casa Provincial de Maternitat i Expòsits de Barcelona és un antic complex hospitalari situat al districte de les Corts de Barcelona, reconvertit avui dia en diversos equipaments socials, institucionals i assistencials. Va ser construït en diverses fases entre 1883 i 1957. Hi van intervenir diversos arquitectes, en particular Camil Oliveras, amb la col·laboració de General Guitart, però també Josep Bori, Manuel Baldrich, Joan Rubió i Bellver, Josep Goday i Carles Lladó i Badia. Està catalogat com a Bé Cultural d'Interès Local.

## Història

### Antecedents
Des del segle xvi l'Hospital de la Santa Creu era l'encarregat d'acollir els nens expòsits de tot Catalunya. L'exposició d'infants al segle xvi articula un discurs al voltant del pecat i la il·legitimitat, el que fa que aquesta institució es dediqui al manteniment de la maternitat secreta i la cria de «fills del pecat». La qualitat del tractament era molt baixa, havent-hi un índex de mortalitat de més del 70% dels asilats.
Durant els segles xviii i xix augmenta l'índex d'exposició fins a un punt en què es col·lapsa la institució. La manca d'espai i recursos, la sobreocupació i la manca de condicions sanitàries de les ciutats abans l'enderrocament de les muralles fa augmentar fins al 80% l'índex de mortalitat a mitjan segle xix. La situació insostenible de la institució, així com les transformacions de caràcter polític, social i econòmic derivades de la Revolució Liberal dona com a única solució possible la creació d'una institució singular dedicada a la maternitat i a la infància.

### Creació de la Casa de Maternitat i Expòsits
Així, el 23 de novembre del 1853 s'inaugurà la Casa Provincial de Maternitat i Expòsits de Barcelona amb seu a la Casa de la Misericòrdia del carrer de Ramelleres, 17, tot rebent 32 infants de l'Hospital de la Santa Creu. En virtut de la Llei de Beneficència del 23 de gener del 1822, la Llei General de Beneficència del 26/6/1849 i al reglament posterior publicat el 14 de maig del 1852 es decretà que aquestes institucions havien d'estar al càrrec de Juntes de Senyores, establint així l'associació del proïsme de la dona de classe benestant al món de l'assistència a la infància, tal com era costum a l'Europa del segle xix.
L'origen de la majoria dels asilats (40-50%) era el torn (caixa de fusta giratòria instal·lada al mur de l'edifici que permetia que hom pogués portar a terme l'exposició en total anonimat; un cop el nadó es ficava a la caixa, es feia sonar una campaneta i la criatura era recollida). Un cop revisat, el nadó era batejat i, si el seu estat era bo, es lliurava a les dides externes tan aviat com fos possible, ja que l'alletament artificial era una condemna a mort per al nadó pràcticament segura durant el primer any de vida. Els altres asilats eren els nadons provinents de pobles i ciutats de tota la província (30%), que en la majoria no sobrevivien a un trasllat en condicions pèssimes d'abric, alimentació i transport; els nens abandonats a les parròquies o pels carrers de Barcelona (8%), i els nadons de mare soltera nats a la maternitat de l'Hospital de Sant Pau, que eren automàticament traslladats a la Casa (15-20%). Les criatures restaven a la Casa de Maternitat fins als 5 anys per passar després a la Casa de Caritat fins als 25 anys.
Tot i el trasllat, les condicions al carrer de Ramelleres no foren bones, a causa de la mancança d'aigua, la superpoblació d'expòsits (cada any ingressaven entre 600-700 nous interns) i la mancança material, el que provocava veritables epidèmies infeccioses. Per provar de pal·liar-ho es van prendre mesures com introduir activitats físiques (1872), l'accés als Banys Orientals de la Barceloneta (1874), desinfeccions periòdiques, vacunacions, etc. Els nens rebien educació en la més estricta ortodòxia catòlica. Aprenien rudiments de lectura, escriptura i aritmètica bàsica. En els nens es fomentava el treball agrícola i en les nenes les tasques domèstiques. A finals de la dècada de 1870 la situació de la Casa era propera al col·lapse, i la construcció d'un nou centre era imperiosa.

### Trasllat a les Corts

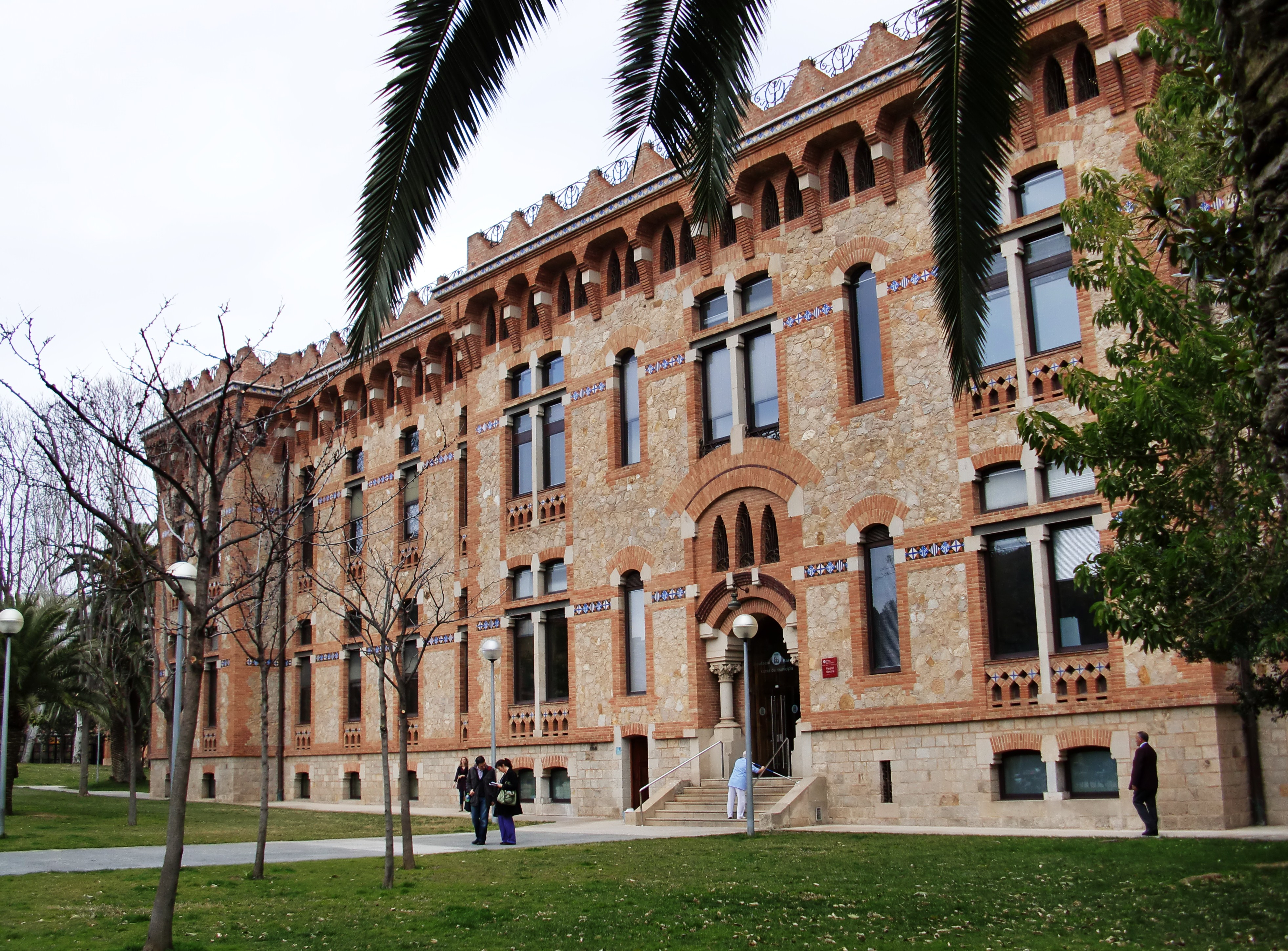
Pavelló de Desmamats.

Els canvis que es produïren a la societat catalana en el darrer terç del segle xix –amb l'explosió demogràfica de Barcelona, els nous avenços mèdics i científics, i l'aparició de la filantropia liberal davant del catolicisme social tradicional– portaran a la planificació d'una nova seu.
En 1878 s'adquireixen uns amplis terrenys, dits del Mas Cavaller, a Les Corts de Sarrià, la qual cosa donarà la possibilitat d'edificar unes instal·lacions racionals integrals en un context eminentment rural oferint aire pur. A més l'ambient de Les Corts, amb els nuclis de població dispersos i els camps de conreu oferien, des de l'òptica burgesa, les virtuts del món rural davant dels vicis de la vida urbana, però amb els avantatges de preus més baixos i bones comunicacions amb la ciutat. Aquestes condicions faran que en aquesta època s'instal·lin a les Corts altres institucions com la Institució Frenopàtica o l'Hospital de Sant Joan de Déu, entre d'altres.
L'1 de juliol 1884 van ser traslladats els nens de la sala de desmamats i un any després les nenes a un recinte provisional del mas. La millora en l'estat de la salut dels nens porta a no demorar més la construcció del recinte nou, tasca que s'inicià l'any 1890 amb la construcció del Pavelló de Lactància, el Pavelló de Desmamats el 1891 i el de malalts infecciosos el 1893. L'organització del centre va patir una profunda transformació, imposant-se criteris de reducció de costos i racionalització de processos. Es fusionaren les Juntes de les Cases de Caritat i de Maternitat  i Expòsits (1913), presidides pel President de la Diputació de Barcelona Enric Prat de la Riba, cercant la integració de serveis dedicats a la protecció de la infància i la maternitat en un projecte global. Tot i així, les dificultats pressupostàries va ocasionar endarreriments en la millora i ampliació de les instal·lacions.

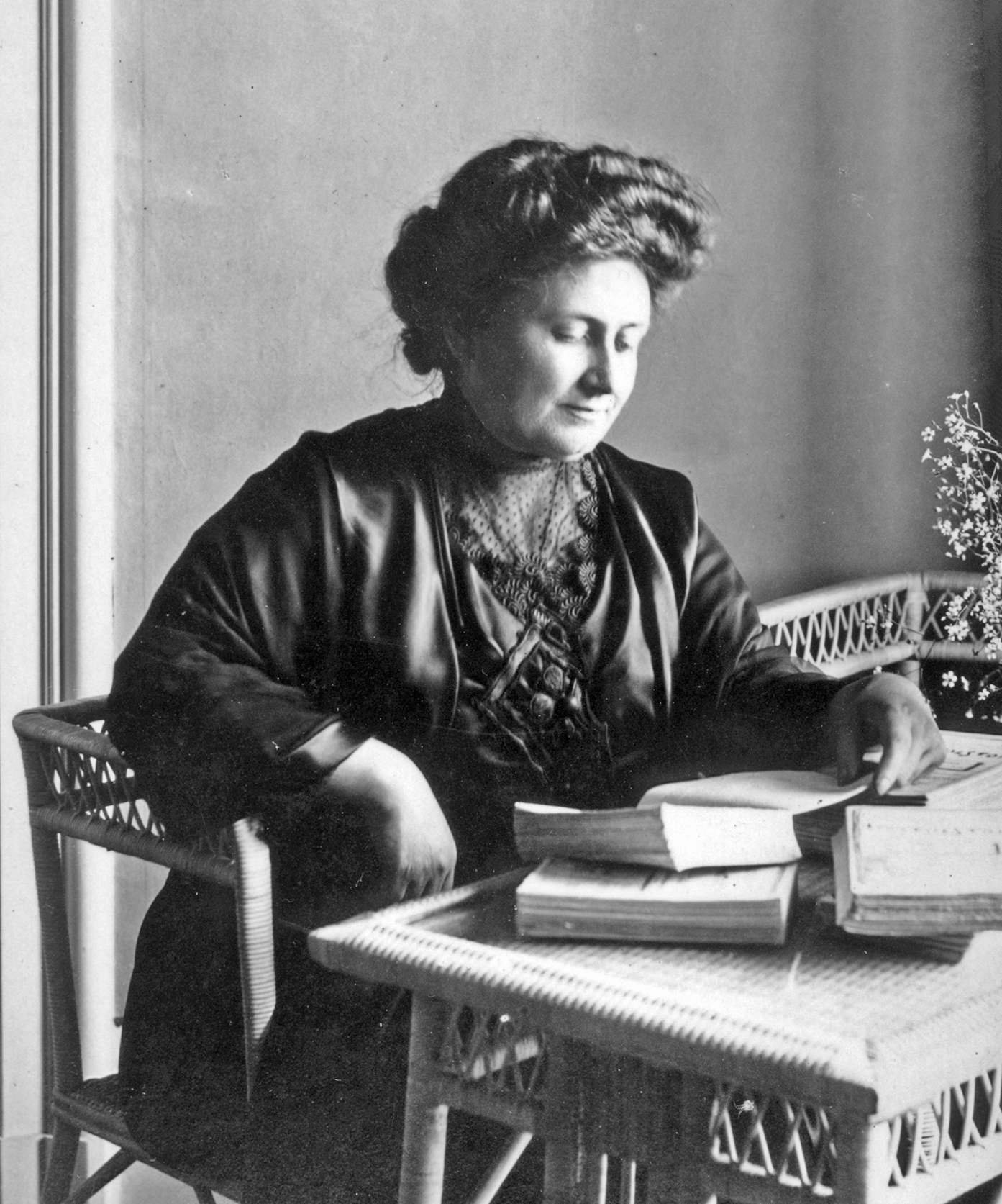
El mètode educatiu de Maria Montessori es va implantar per primer cop a Espanya a l'escola de la Casa de Maternitat i Expòsits el 1913.

Els índexs d'ingressos es van disparar en aquesta època, per la crisi econòmica de postguerra mundial  i l'augment de la misèria en el període 1915-20, i consegüentment els problemes amb les dides disponibles, tot i l'avenç en els sistemes d'alletament artificial i esterilització. Això porta a eixamplar el marc geogràfic de contractació de dides més enllà de les fronteres de la província i fins i tot de Catalunya, arribant a l'Aragó i Castelló. També es va incrementar el control de les famílies d'acollida per tal de detectar fraus, ja que sovint descuidaven la salut i alimentació dels nens, i els feien servir com a mà d'obra barata al camp. 
Els nens i nenes desmamats majors de 2 anys – uns 500 en aquesta època– foren els grans beneficiats del trasllat a Les Corts. A part de la millora sanitària i la caiguda dràstica de la mortalitat, ara disposaven d'espai per l'esbarjo i l'activitat física. A més s'augmentà l'edat d'estada fins als nou anys, el que incidí positivament en la seva educació, que seguia tres eixos: escola, treball i previsió; abandonar la caritat i donar eines als individus per integrar-los al cos social.
Va ser a l'escola de la Casa de Maternitat i Expòsits on s'aplica per primer cop a Espanya el sistema pedagògic de Maria Montessori (1913) de la mà del pedagog Joan Palau i Vera. La mateixa Montessori en supervisarà la implantació. Es reafirma l'ús de la llengua catalana en la formació dels nens de 3 a 8 anys; les sortides freqüents al Tibidabo, la instal·lació d'un cinema, etc. Als nens se'ls donava una educació professional en tallers interns i externs, i beques per a la formació intel·lectual. A les dones la formació estava orientada a l'àmbit domèstic (mainaderes, cuineres, cosidores, etc.).
Quant a la Maternitat, cal dir que a casa nostra, la medicalització de la sexualitat femenina, especialment pel que fa a la reproducció i el part, va ser molt lenta. Només es va implantar entre les classes benestants, metre les classes populars es mantenien fidels a les llevadores. És a hospitals i maternitats on trobem el desenvolupament de l'obstetrícia, amb la implantació dels principis d'antisèpsia i les noves tècniques d'anestèsia i cirurgia, que van fer caure les xifres de mortalitat maternoinfantil al darrer quart del segle xix.
La maternitat es traslladà des del carrer Ramelleres l'any 1896, i així va augmentar la capacitat de 30 a 200 parts anuals, i tenint un important descens de morts entre mares i neonats. El que no va canviar eren les usuàries, gairebé totes solteres que volien amagar el seu embaràs (un 80% del total fins als anys 20). La secció de maternitat portà a terme també una important tasca docent, ja que facilitava pràctiques als estudiants de Medicina de Barcelona (obstetres, ginecòlegs i pediatres).

### Període 1929-1939

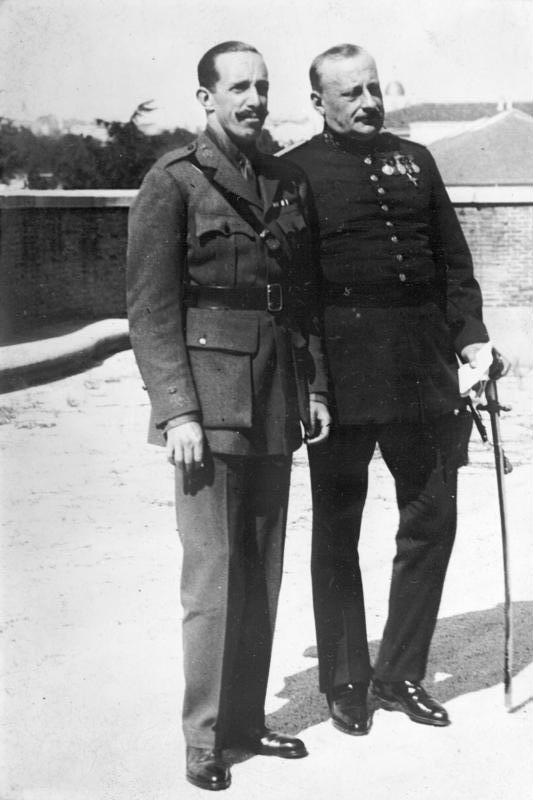
Alfons XIII, Rei d'Espanya (esquerra) amb Miguel Primo de Rivera (dreta).

La Dictadura de Primo de Rivera (1923-31) comportà, entre moltes altres coses, la paralització de la tasca portada a terme per la Mancomunitat i, finalment, la supressió d'aquesta institució el 1925. La Casa de Maternitat i Expòsits tornarà a dependre de la Junta de Govern. No fou fins al triomf de les forces progressistes l'abril de 1931 que es tornà a obrir el camí cap a una nova sensibilitat en els afers socials i a l'atenció a la infància intentant separar l'estigma del pecat i la vergonya; passant al concepte de solidaritat i responsabilitat social, com ho demostra el fet que la Constitució de la Segona República serà la primera a reconèixer el paper de l'Estat en la protecció de la infància i la família. 
La instauració de la Generalitat de Catalunya el 1932 dona l'oportunitat per desenvolupar una política pròpia per Catalunya en aquesta matèria. Així es promulga al Decret del 17 de juny de 1933 que crea la Comissió Assessora d'Assistència Social per tal de fiscalitzar la tasca de les institucions d'assistència social. En virtut d'això, es crea un Patronat d'Associacions Socials de la Casa de Maternitat i Expòsits i de Protecció de Menors, sota la presidència del Conseller de Sanitat i d'Assistència Social. Durant aquesta època comença una continguda però constant caiguda en el nombre de nens expòsits ingressats fins a l'adveniment de la Guerra Civil. 
Les principals vies d'ingrés d'infants durant aquest període són: els lliuraments d'infants per familiars (50%), els quals es formalitzaven administrativament el que denota un nou grau de responsabilitat respecte als menors i la voluntat de poder recuperar les criatures més endavant; i els infants nascuts a la Maternitat (33%). Paral·lelament, la crisi econòmica provoca un augment en l'ingrés de nens legítims a partir de 1930, arribant a ser el 40% dels ingressats el 1933. La impossibilitat d'encabir el flux d'ingressos portarà a l'ampliació de 100 nous llits amb l'edificació del Pavelló de l'Ave Maria (1933). Sense vàlvules d'escapament (adopcions, redistribució…) s'arribà al col·lapse de la institució i de tot el sistema d'atenció a la infància. Pel que fa a la secció maternal, el trasllat a Les Corts va obrí la possibilitat d'establir un veritable servei d'atenció a les mares. Amb aquest fi s'inaugura el Pavelló Rosa (1925) per a mares solteres i es projecta el Pavelló Blau per a mares casades, inaugurat el 1942.
El cos mèdic portarà a terme la modernització del servei amb els darrers avenços tècnics (sales de part, quiròfan, sala sèptica, neonatologia i sales d'aïllament). En aquest període hi ha a més a més grans avenços en farmacopea, amb la introducció de llets especials i llets maternitzades i pasteuritzades, el que serà tota una revolució. Malauradament, això no es va reflectir en els índexs de mortalitat, ja que es registra un augment de les malalties infeccioses producte de la sobreocupació, donat que el volum de criatures majors de 2 anys es multiplicà per dos entre 1925 i 1936. Els nens fora de la Casa sempre foren majoria, i estaven en un nombre pròxim als 4000. Aquest procés era cada cop més costós, optant-se per allunyar cada cop més els infants de Barcelona, fins al punt que el 46% de nens lliurats a dides externes ho foren amb destí a l'Aragó (24%), País Valencià (18%) i Balears (4%).
Quant a l'educació dels infants, continuà aplicant-se el mètode Montessori encomanat a les Germanes de la Caritat de Sant Vicenç de Paül, però la Dictadura de Primo de Rivera prohibí la impartició de classes en català el 1926. Amb la creació de la Generalitat durant la República aquest servei es va transformar, introduint-se de la mà de la Conselleria d'Ensenyament la inspecció pedagògica i la reorganització del servei encarant-lo cap a la laïcitat i la catalanitat, amb l'objectiu que els nens de la Casa rebessin la mateixa educació que la resta d'infants del país. La Generalitat reorganitza radicalment els serveis sanitaris, l'equipament i l'estructura mèdica de l'establiment en 1934. S'augmentà el personal mèdic incorporant figures cabdals de la pediatria i obstetrícia catalana com Martí Carbonell i Juanico, Emili Balanzó, Santiago Dexeus, entre d'altres, amb l'objectiu de fer de la Casas de Maternitat i Expòsits el centre de referència científic a Catalunya quant a salut maternoinfantil d'acord amb els coneixements mèdics més avançats del moment. El personal auxiliar també tendirà cap a l'especialització.

### Guerra Civil
Durant a Guerra Civil es col·lapsarà el funcionament de la Casa, la qual canviarà de nom pel de Casa de Maternitat. Tot i no patir cap episodi bèl·lic, sí que va patir-ne les conseqüències. Els infants legítims van superar els il·legítims quant als ingressos, i el nombre de parts atesos es va duplicar en 1938, ja que en els altres hospitals de la ciutat derivaven els parts per tal d'atendre millor els ferits del front i la rereguarda. A més la Casa de Maternitat i Expòsits quedà incorporada al programa d'assistència als contingents d'infants refugiats de guerra a Catalunya. La guerra comporta la fallida total del sistema de dides externes el que provoca el col·lapse de la Casa de Les Corts. Les Germanes de la Caritat desapareixen del centre, incorporant-se infermeres i mestres professionals en un nombre mai suficient. Tot i així, els esforços del personal van reeixir, com ho demostren les dades de mortalitat, que es mantenen estables en aquest període. 
L'entrada de les tropes feixistes el gener de 1939 comporta la depuració dels responsables i treballadors, l'eliminació de símbols republicans i de la Generalitat i la prohibició d'ús de la llengua catalana. Com a culminació, es portaran a terme batejos col·lectius i misses per netejar les ànimes dels asilats.

### Període 1939-1975
El franquisme trenca l'evolució republicana i connecta amb la tradició més integrista catòlica i conservadora espanyola. Un cop acabada la Guerra Civil, la Casa de Maternitat i Expòsits inicia una nova etapa amb profundes modificacions del seu funcionament intern i la seva organització, que passa a ser enormement jeràrquica; el que trencarà de socarrel amb el passat recent, basat en la modernització i tecnificació mèdica.
La Casa tornarà a dependre de la Diputació de Barcelona, i es tornarà a imposar una concepció integrista catòlica de la maternitat. En el camp de l'educació, s'implementa el nacionalcatolicisme, fent desaparèixer qualsevol fet diferencial català. La llarga postguerra i les duríssimes condicions socials que comporta entre la població van portar al desbordament del sistema benèfic i assistencial, i la Casa de Maternitat i Expòsits ho patí especialment. La institució haurà d'adaptar-se a un racionament duríssim que farà pujar notablement la mortalitat. L'escassa dotació pressupostària que es mantindrà durant tota la dècada dels 40 farà que només es pugui aspirar al manteniment dels serveis de beneficència, patint les instal·lacions i serveis una gran degradació durant aquesta època. El servei intern torna a confiar-se a les Germanes de la Caritat de St. Vicenç de Paül, que sobretot tindran un paper preeminent en el control de la moralitat.
El centenari de la Casa de Maternitat i Expòsits el 1853 és utilitzat pel règim per portar a terme una campanya de propaganda a favor seu – mitjançant tot un seguit d'actes propagandístics i commemoratius a més de misses multitudinàries– presentant-se com un règim caritatiu amb els més desfavorits. Així mateix, se celebra la col·locació de la primera pedra del futur pavelló de l'àrea d'infància, sufragat en gran part pel llegat de 2 milions de pessetes que va donar Francesc Cambó a la Casa de Maternitat i Expòsits; pavelló que portarà el seu nom un cop sigui inaugurat l'any 1957.

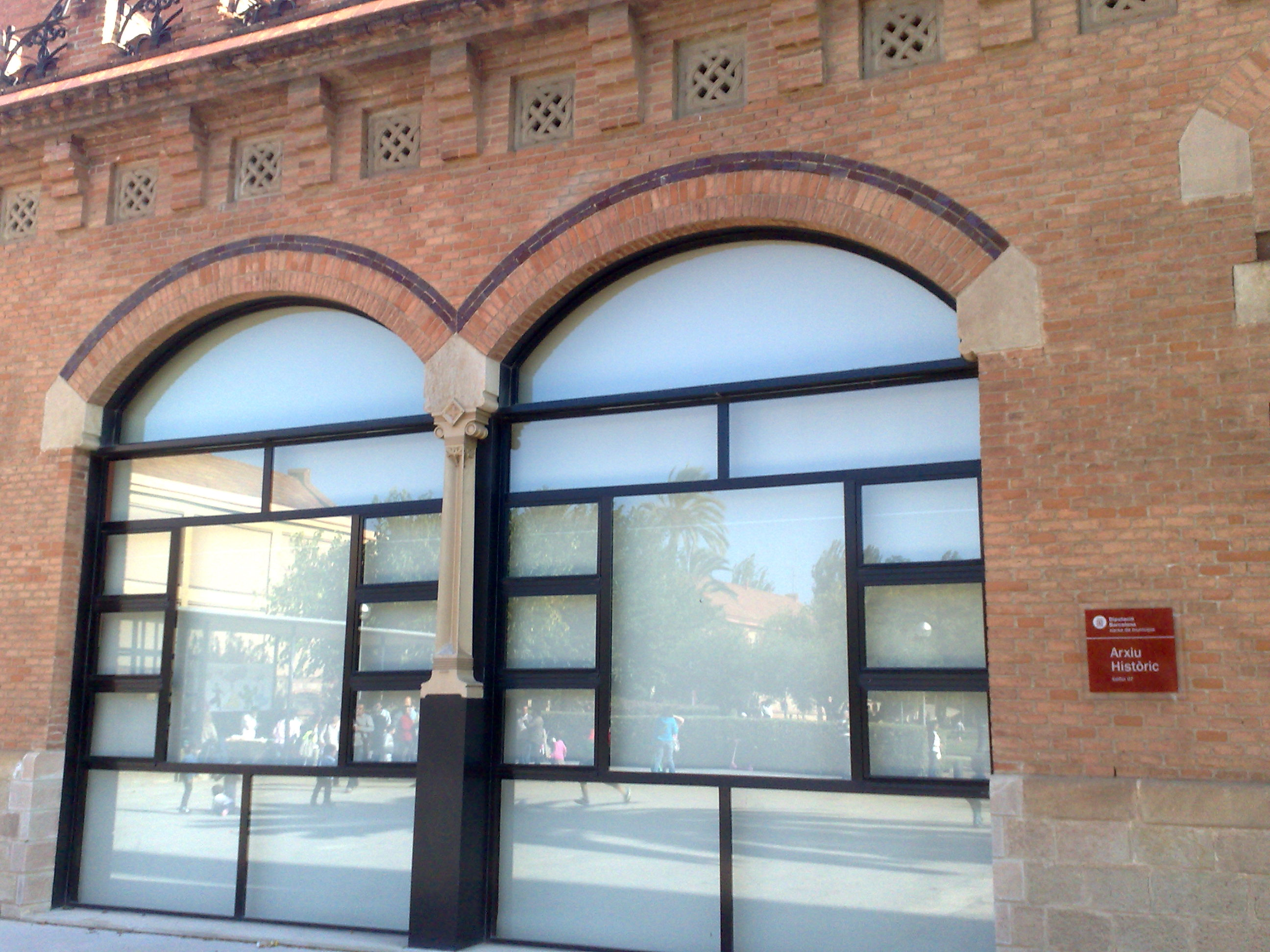
Pavelló de Safareigs, actual seu de l'Arxiu Històric de la Diputació de Barcelona.

A partir de 1953 la institució fa una aposta important per la maternitat privada mitjançant l'Institut Provincial de Maternologia, com ho demostra el fet que fins i tot canviarà de nom pel de Casa Provincial de Maternitat. L'obertura internacional del règim també permetrà la introducció de noves tècniques i coneixements mèdics que fins aleshores no s'havien pogut aplicar. En aquest context se situa la inauguració el 1959 dins l'Institut de Puericultura de la Maternitat d'una nova secció de prematurs amb la participació d'UNICEF, i la creació de l'Escola de Llevadores.
Un canvi important fou la nova llei sobre adopcions continguda al nou Codi Civil de 1958, impulsat per la tecnocràcia de l'Opus Dei, que canviarà la concepció d'aquesta pràctica i tindrà una gran repercussió a la institució. A partir de llavors la política serà intentar trobar una llar d'acollida definitiva per als infants des del primer moment. La conseqüència fou un creixement important de les sol·licituds d'adopcions. El desenvolupament del procés d'adopcions va reduir considerablement el nombre de nens ingressats a la institució el que va reduir enormement el capítol de despeses, donant capacitat per a un manteniment més acurat dels asilats. Cap a 1969 la demanda d'infants en adopció va superar ja el nombre de nens preparats per ser acollits, havent-hi una llista d'espera de fins a 500 famílies. 
Durant els primers 60 té lloc, en el marc de la posada en marxa del desenvolupisme, el creixement i diversificació dels serveis oferts per la Casa de Maternitat. Les ampliacions van modernitzar el centre amb l'objectiu d'assolir uns estàndards europeus; es crearan a més de l'Institut Provincial de Maternologia i l'Institut Provincial de Puericultura, l'Institut Provincial de Prematurs i Patologies Neonatals, l'Institut de Bioquímica Clínica i l'Institut de Neuropediatria. També es crearan centres com el Centre de Lluita contra el Càncer o el Consultori per l'Estudi de l'Esterilitat i la Infertilitat. A això cal sumar la creació de departaments mèdics com el de Genètica, el de Metabolopaties, o el de Neurologia evolutiva. Tot això elevarà el to científic i assistencial de la institució.

### Clausura de la Casa de Maternitat i Expòsits

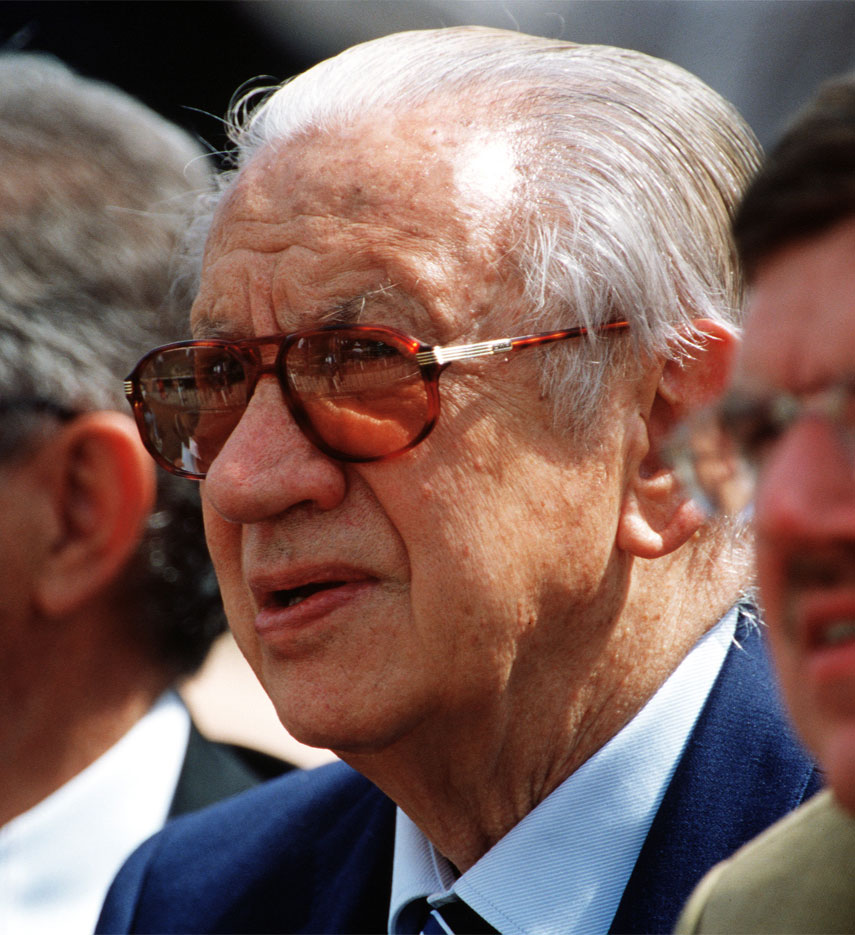
Juan Antonio Samaranch, president de la Diputació de Barcelona (1973-1977).

Amb la reestructuració dels serveis socials i sanitaris durant la Transició i l'arribada de les primeres institucions democràtiques es va impulsar la desaparició de la Casa Provincial de Maternitat. La mala situació econòmica i la duplicitat de funcions amb la Seguretat Social provocaren el seu desmembrament, a la qual cosa s'han d'afegir raons com la inconveniència política del seu manteniment. La progressiva especialització dels diferents instituts mèdics i centres que albergava la Casa va comportar una progressiva desconnexió entre ells. Per altra banda, la tasca assistencial envers els infants expòsits s'havia traslladat per complet a les Llars Mundet d'ençà de principis del decenni anterior. Això va portar a la Diputació de Barcelona, presidida per Juan Antonio Samaranch, a plantejar-se el futur de la institució a partir de 1976 en el context de reforma política impulsat pels governs d'UCD.
Al llarg de 1976 Diputació, directors mèdics i els gerents dels instituts mèdics es reuniren amb la intenció d'elaborar un pla de viabilitat per a la Casa Provincial de Maternitat a partir de la seva transformació en un gran hospital provincial, però la possibilitat de crear aquest hospital no va reeixir. En el nou context democràtic l'important complex arquitectònic i monumental que integrava la Casa de Maternitat i Expòsits passarà a dependre de les noves institucions democràtiques: Diputació de Barcelona, Generalitat de Catalunya i Ajuntament de Barcelona, i serà utilitzada per encabir-hi diferents serveis ciutadans. El complex es reestructurarà el 1985, conferint-li la fisonomia actual que proveeix al Districte de les Corts i a la ciutat de Barcelona una important zona verda i una seu per a diversos serveis.

## Descripció

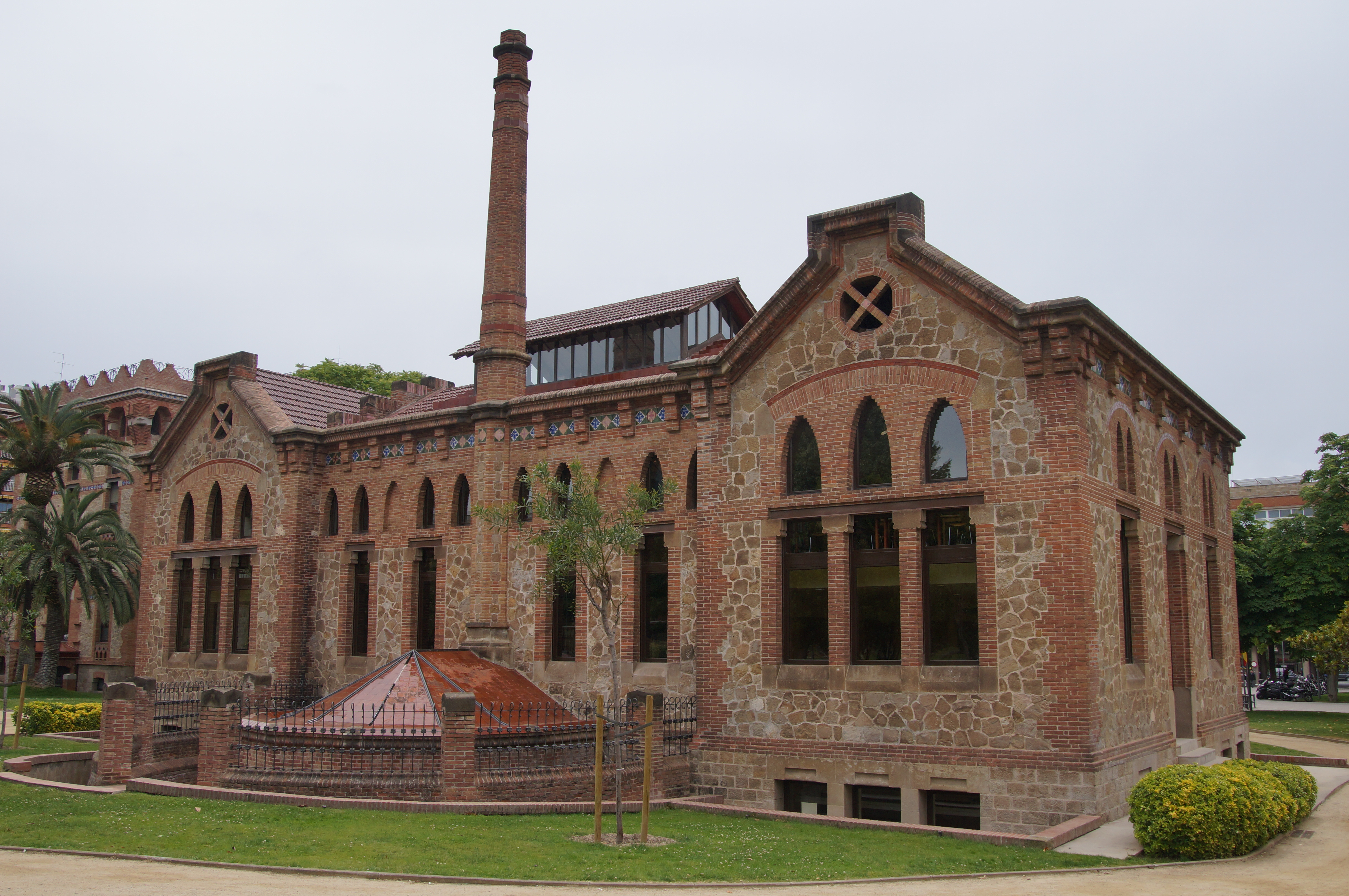
Pavelló de la UNED (antiga cuina).

El conjunt va ser construït en diverses fases: entre 1889 i 1919 es van edificar els pavellons del costat sud, amb un projecte modernista dissenyat per Camil Oliveras en col·laboració amb General Guitart. Aquest primer grup consta de cinc edificis al voltant d'un gran pati rectangular, i es correspon amb els pavellons de Lactància, Destetament —posteriorment Ave Maria—, dos d'Infecciosos i el de safareigs. La construcció és en maó vist i decoració de ceràmica policromada, en una síntesi d'estètica i funcionalitat que seria una de les premises bàsiques del modernisme. Entre 1908 i 1928 es van construir en aquest costat dos pavellons més, el de Germanes i el de Prat de la Riba, així com un dipòsit de cadàvers amb sala d'autòpsies i laboratori, la cuina i el forn de pa, obra de Josep Bori. Més endavant, entre 1953 i 1957, es va aixecar també al costat sud el Pavelló Cambó, obra de Manuel Baldrich. Per la seva banda, al costat nord es van construir entre 1915 i 1942 els pavellons Rosa i Blau, obra de Joan Rubió i Josep Goday: el primer té planta de doble T i està decorat amb esgrafiats; el segon presenta planta rectangular, amb façana d'estil noucentista. El 1934 es va construir també a la part septentrional el pavelló Hèlios, en estil racionalista, obra igualment de Josep Goday. Entre 1981 i 1983 es va efectuar una completa remodelació del pavelló de l'Ave Maria, a càrrec d'Andreu Bosch, Josep Maria Botey i Lluís Cuspinera, que va guanyar el premi FAD de restauració.
El recinte interior del complex hospitalari acull uns amplis jardins que des del 1998 són d'accés públic, estructurats en un eix longitudinal que va des de la Travessera de Les Corts fins a l'Avinguda Diagonal. Són uns jardins d'aspecte tranquil malgrat el soroll de la gent que constantment transita per ells, amb prats vorejats d'arbres de diverses espècies, com pins, oms, cirerers, canyellers, catalpes i arbres de l'amor. També hi ha diverses zones de jocs infantils i una àrea per a gossos. Al recinte hi ha igualment diverses escultures repartides pel terreny: Mare de Déu embarassada (1944), de Vicenç Navarro; Sagrat Cor (1944), del taller El Arte Cristiano (un taller d'imatgeria religiosa d'Olot, fundat el 1880 per Joaquim Vayreda, Josep Berga i Boix i Valentí Carrer); Maternitat. Ajuda al desvalgut (1956), de Lluïsa Granero; Sor Antònia (1963), d'Antonio Sacramento; i Límit interior. Llibre obert (1987), de Sergi Aguilar.

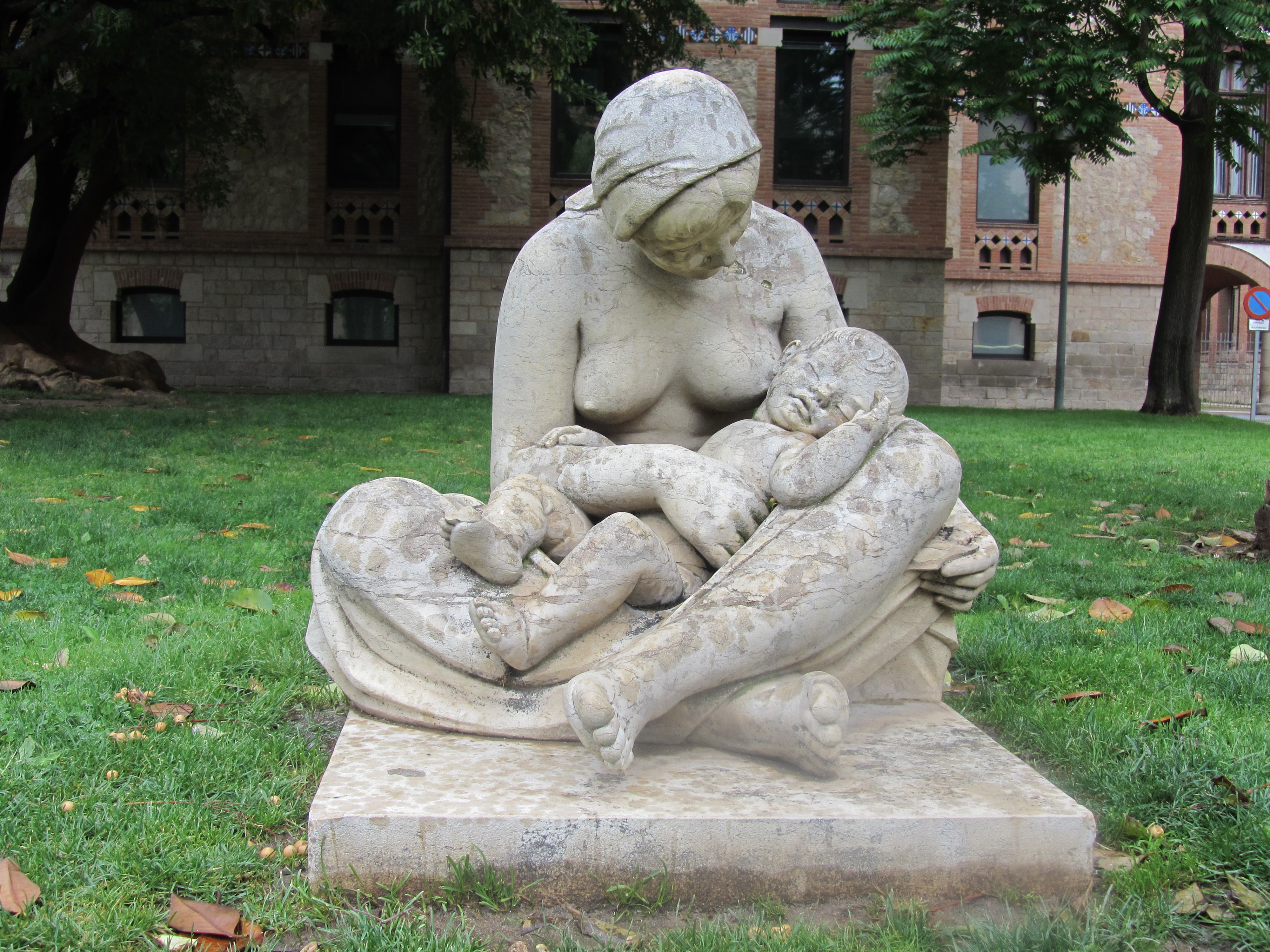
Maternitat. Ajuda al desvalgut, de Lluïsa Granero.
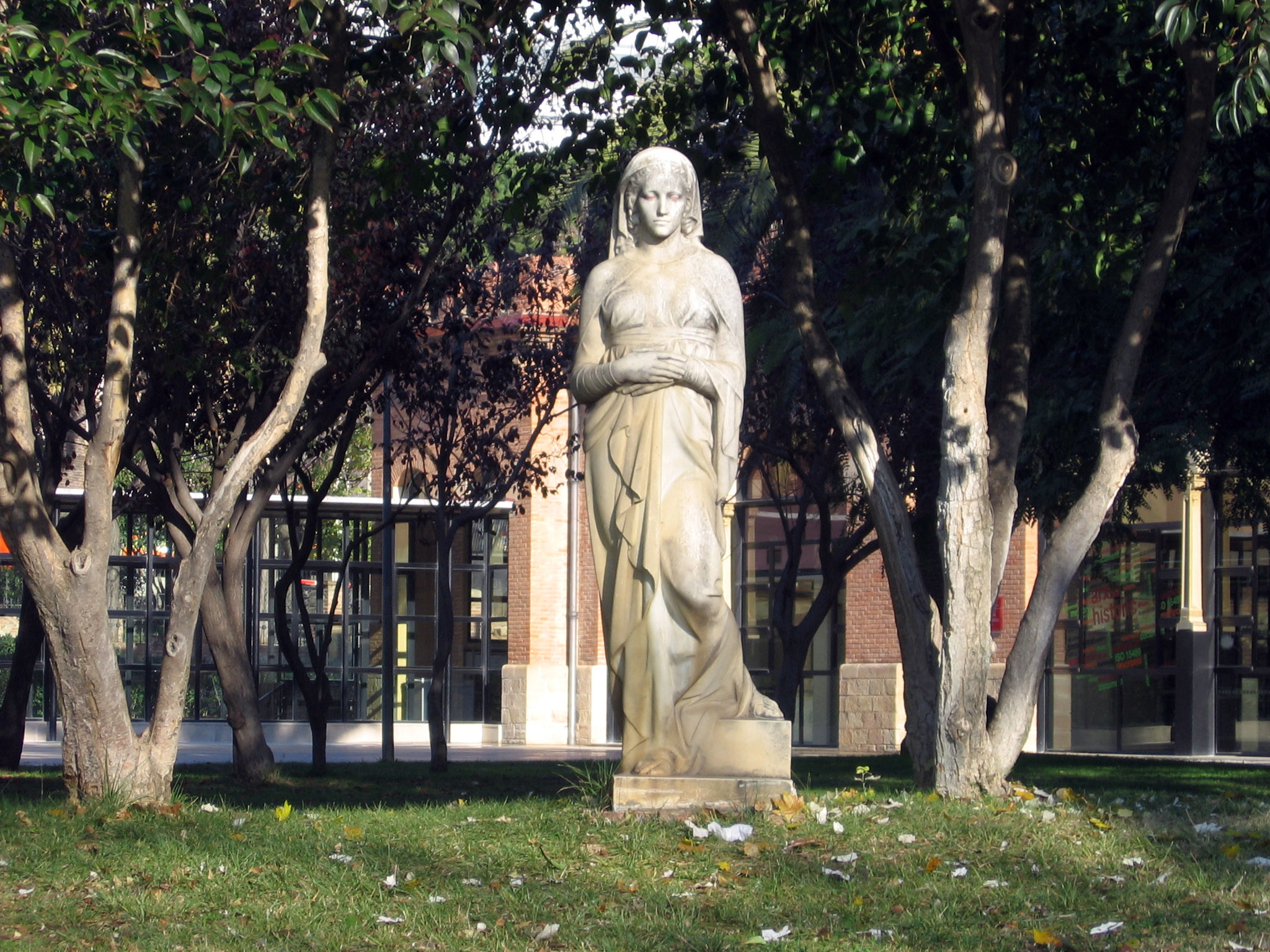
Mare de Déu embarassada, de Vicenç Navarro.
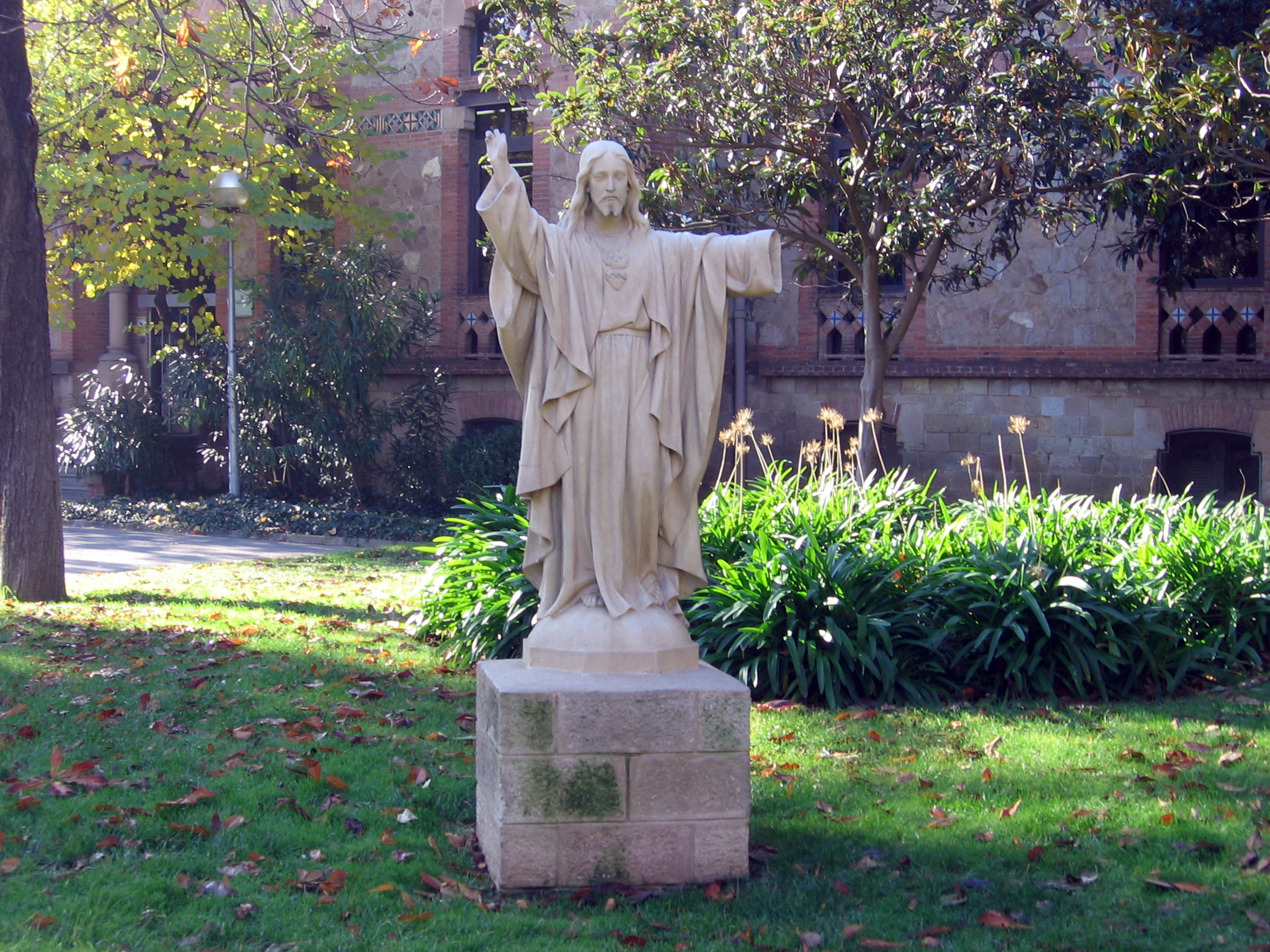
Sagrat Cor, del taller El Arte Cristiano.
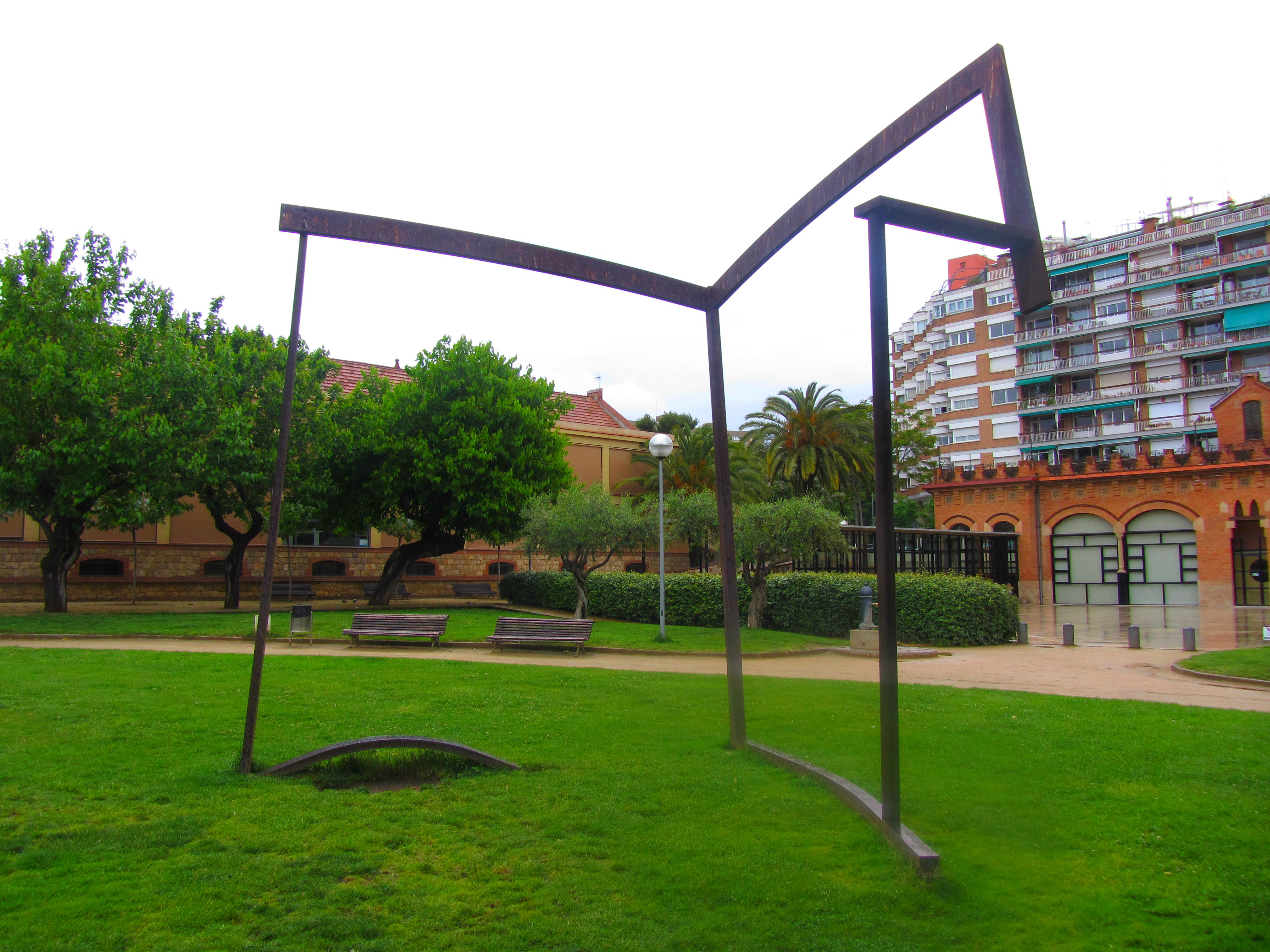
Límit interior. Llibre obert, de Sergi Aguilar.